# بزرگ‌ترین نمایش روی زمین: مدرکی برای فرگشت
بزرگ‌ترین نمایش روی زمین: مدرکی برای فرگشت عنوان دهمین کتاب نویسنده و زیست شناس فرگشتی انگلیسی ریچارد داوکینز است. نویسنده در این کتاب به تشریح فرگشت زیستی می‌پردازد.
کتاب صوتی این کتاب نیز به همراه خود کتاب منتشر شده‌است که ریچارد داوکینز و همسر وی لالا وارد آن را می‌خوانند.

## نقد
اکونومیست و تایمز این کتاب را مثبت ارزیابی کرده‌اند. به هر حال این کتاب در مورد فرگشت است و مثل کتاب قبلی داوکینز (پندار خدا)، ربط چندانی به مذهب ندارد. البته در این کتاب به مسیحیت و اسلام برای ترویج ایده خلقت‌گرایی خرده گرفته شده‌است.
ایده اصلی نگارش کتاب آن است که داوکینز بحث بین فرگشت و خلقت را یکی از جدی‌ترین بحث‌های بین مذهبی‌ها و غیر مذهبی‌ها می‌داند و در این کتاب تلاش کرده با زبانی ساده و بر اساس شواهدی بدیهی، درستی نظریه فرگشت را شرح دهد.

## ترجمه فارسی
محمد کریم طهماسبی، مترجم این اثر به فارسی است و انتشارات آوای بوف آن را بصورت صوتی منتشر نموده است.